# بيغو (أليكانتي)
بلدية بيغو (بالإسبانية: Pego)‏, هي بلدية تقع في مقاطعة اليكانتي. جنوب شرق إسبانيا. يبلغ عدد سكانها 10.721 نسمة.